# Достоевка

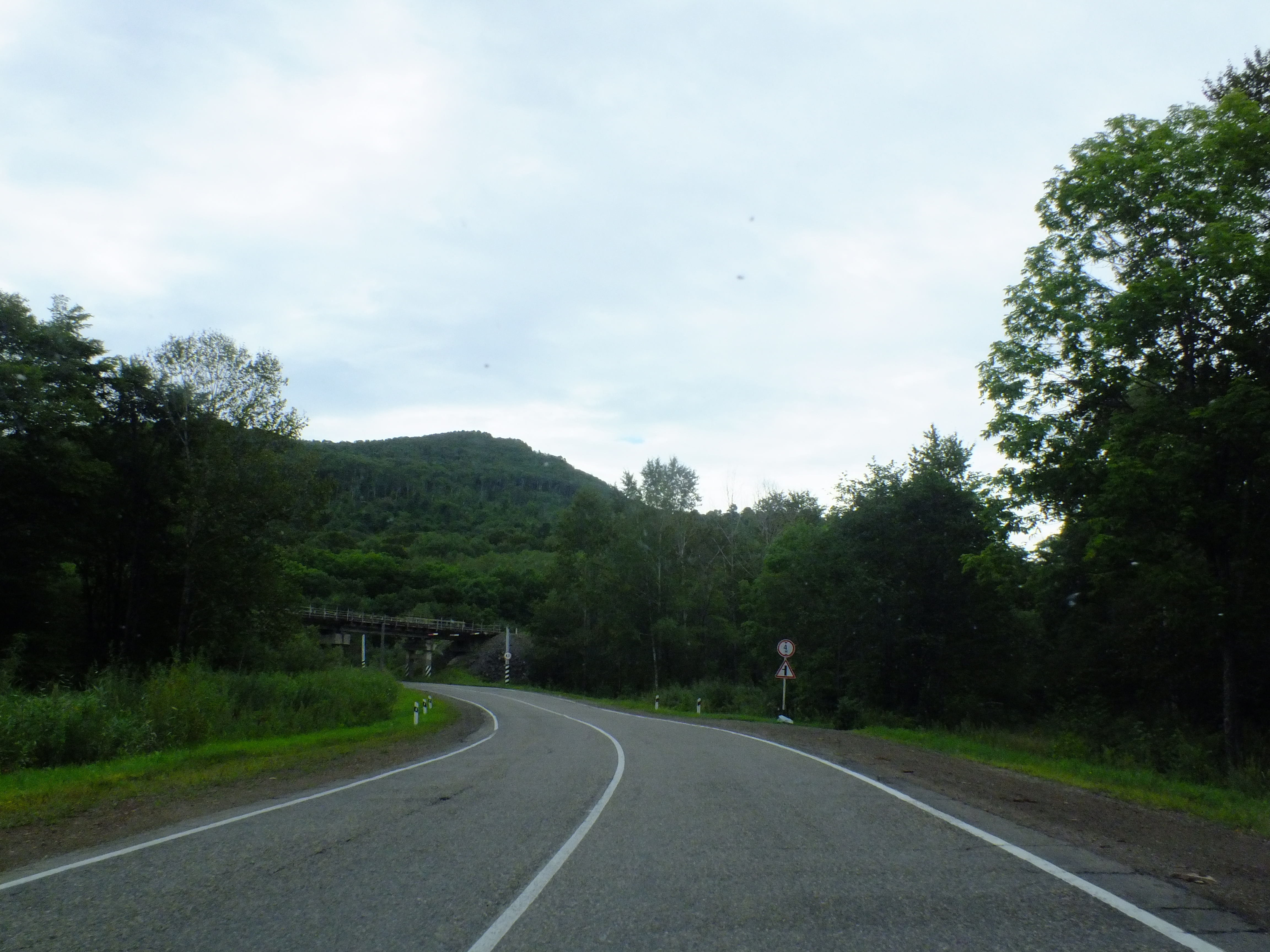
Автодорога Осиновка — Чугуевка, восточнее Достоевки, железнодорожный мост между перевалами Еловый и Кедровый.

Досто́евка — село в Яковлевском районе Приморского края, входит в состав Варфоломеевского сельского поселения.

## География
Село находится в долине реки Арсеньевка, на автотрассе Осиновка — Рудная Пристань, на расстоянии примерно 20 км (через сёла Варфоломеевка и Лазаревка) к юго-востоку от села Яковлевка, административного центра района.
От Достоевки отходит автодорога на Покровку, на восток — два перевала через Сихотэ-Алинь: Еловый и Кедровый, затем река Уссури и село Новомихайловка Чугуевского района, расстояние до которой примерно 34 км.

## История
Село основал в 1902 году первый поселенец дед Дегтяр. Первоначальное название — Озёрный ключ. В дальнейшем прибывших переселенцев стали называть достоянами, а село — Достоевкой.

## Население
| 1926 | 2001 | 2002 | 2010 | 2019 |
| ---- | ---- | ---- | ---- | ---- |
| 686  | ↘500 | ↗507 | ↘380 | ↘335 |

## Улицы
| - ул. Авиационная, - ул. Заречная, - ул. Луговая, - ул. Молодёжная, | - ул. Новая, - ул. Овражная, - ул. Ручейная, - ул. Смоленская, | - ул. Центральная, - ул. Школьная, - пер. Школьный, - ул. Шоссейная. |